# Nicolas Demorand
Pour les articles homonymes, voir Demorand.
Nicolas Demorand, né le 5 mai 1971 à Vancouver, est un journaliste et animateur audiovisuel français.
Depuis 2017, il coprésente Le 7/10, l'émission matinale de France Inter, avec Léa Salamé.

## Biographie

### Famille et jeunesse
Nicolas Demorand est le fils de Jacques Demorand, consul à Anvers, diplomate, après avoir été l'ancien chef adjoint de cabinet du ministre des affaires étrangères Roland Dumas, et de Jacqueline Bouaniche, femme au foyer. Il est le frère cadet du critique gastronomique Sébastien Demorand (1969-2020) et de Catherine Demorand, artiste plasticienne.
Leur père, fils d'épiciers attachés à l'école républicaine, a également été chef de cabinet du ministre des Affaires étrangères Roland Dumas. Leur mère a grandi dans une famille pauvre d'ébénistes d'Algérie.
Il vit au Canada, aux États-Unis, au Japon, en Belgique et au Maroc,. Il suit ses études à Tokyo, Bruxelles, Rabat (lycée Descartes) et Sceaux (lycée Lakanal).
Lauréat du concours général de français et ancien élève de l'École normale supérieure de Fontenay-Saint-Cloud (1992 L),, il est licencié en philosophie et agrégé de lettres modernes. Il a été, notamment, professeur en lycée professionnel à Cergy et en classe préparatoire aux grandes écoles.

### 1997-2006: France Culture
Après avoir été chroniqueur gastronomique et pigiste aux Inrockuptibles, Nicolas Demorand entre à France Culture en 1997, et collabore à Staccato d'Antoine Spire, puis de La Suite dans les idées de Sylvain Bourmeau avant de produire Cas d'école.
À partir de septembre 2002, il est le présentateur de la tranche matinale de la station, Les Matins de France Culture, poste qu'il occupera jusqu'en juin 2006 et son départ pour France Inter.

### 2006-2010: France Inter et I-Télé

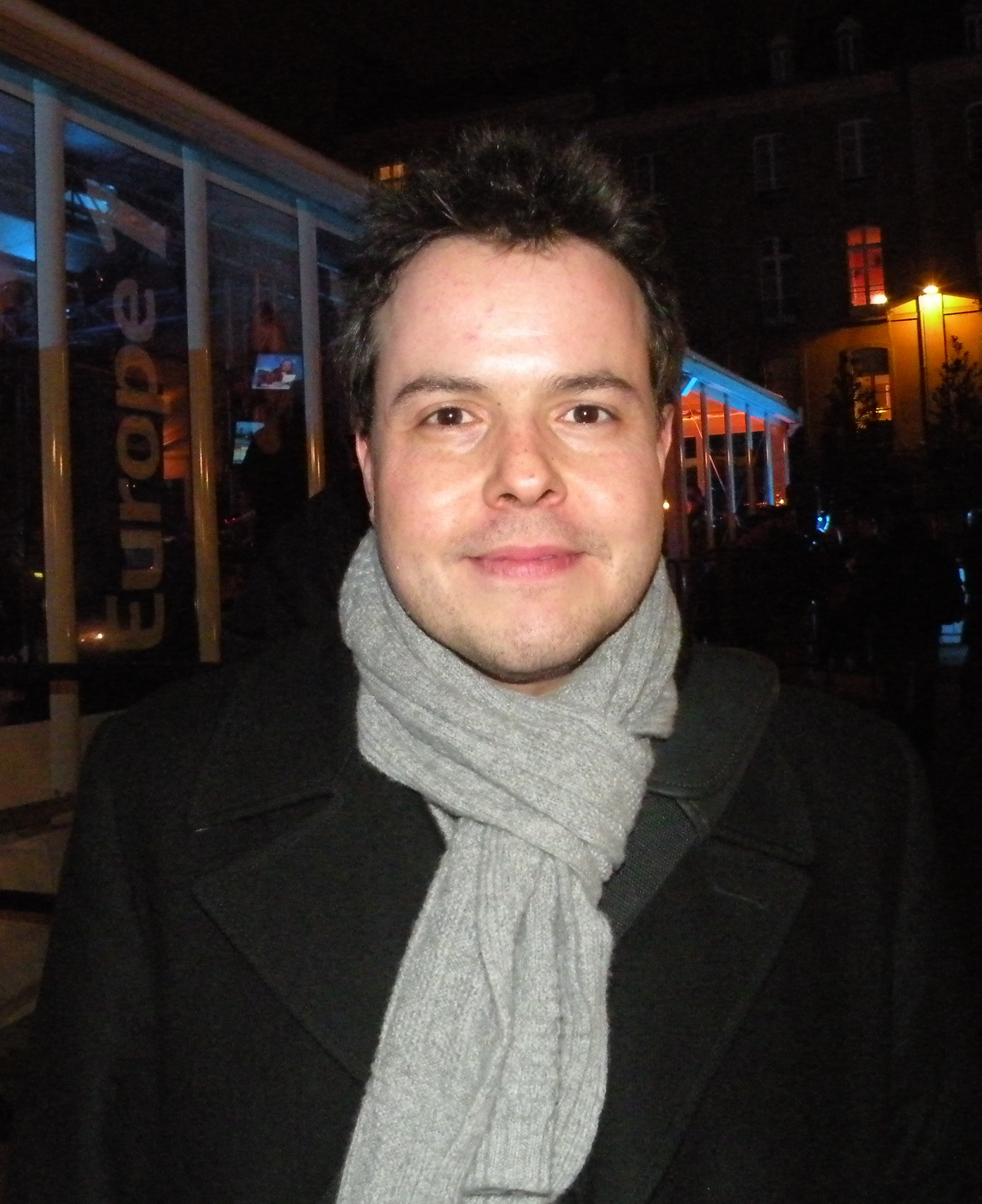
Nicolas Demorand lors du déplacement d'Europe 1 à Rennes le 27 janvier 2011.

En août 2006, il rejoint France Inter alors dirigée par Frédéric Schlesinger et succède à Stéphane Paoli à la présentation de la tranche d'information matinale. Il présente le Sept neuf trente, devenue Le Sept dix en septembre 2007 puis Le Six trente dix en janvier 2010.
Pendant ce temps, à la télévision, de septembre 2008 à avril 2009, il anime la tranche 18 heures-20 heures sur la chaîne d'information en continu I-Télé, en duo avec Maya Lauqué,.
Il anime ensuite sur France 5, entre septembre 2009 et février 2011, une émission de débat politique intitulée C politique,, qui succède à Ripostes de Serge Moati.
Il arrête la matinale de France Inter en juin 2010 dans un contexte de polémique autour du nouveau directeur de la station publique Philippe Val, et quitte finalement la station à la surprise générale,, après treize années passées à Radio France. Il sera remplacé par Patrick Cohen.

### 2010-2011: bref passage à Europe 1
À partir de la rentrée médiatique 2010, Nicolas Demorand prend les commandes de la tranche 18 h - 20 h sur Europe 1,. Dans cette nouvelle plage horaire sur cette station, il conserve une interview en direct avec un invité. Néanmoins, il quitte Europe 1 le 18 février 2011 alors que ses audiences sont jugées décevantes, en laissant son siège à Nicolas Poincaré pour rejoindre Libération.

### 2011-2014:Libération, RTL, Canal+
À compter du 1er mars 2011, il succède à Laurent Joffrin à la codirection du journal Libération aux côtés de Nathalie Collin, coprésidente du quotidien depuis 2009. Il est approuvé par les salariés avec 118 voix pour et 90 contre, soit 56,7 % contre 43,3 % sachant qu'il lui en fallait au moins 34 %,.
Une de ses premières décisions est de mettre fin à quatre déclinaisons locales, les « Libévilles » de Lille, Strasbourg, Rennes et Orléans.
Soutenu par les actionnaires, il sera rapidement contesté en interne.
Dès juin 2011, le personnel de Libération vote une motion de défiance à 78 % en lui reprochant son « isolement », son absence et son management.
En avril 2012, la Société civile du personnel de Libération dénonce une « ligne éditoriale racoleuse, attitude autocrate de leur chef » et une « greffe [qui] n'a pas pris ».
La rédaction lui reproche de cumuler la direction de la rédaction et la présidence du directoire, fonction qu'il abandonne le 19 juin 2013 au profit de Fabrice Rousselot. Les journalistes lui reprochent également les « unes racoleuses », comme « Casse-toi riche con ! » adressée le 10 septembre 2012 à Bernard Arnault, puis celle du 8 avril 2013, « Une possible affaire Fabius », relayant une rumeur à propos d’un compte en Suisse de Laurent Fabius, démentie quelques jours plus tard,.
Financièrement, après un bond de 9,5 % sur un an grâce à la campagne présidentielle de 2012, les ventes chutent de 15 % en deux ans, notamment la vente au numéro qui s'effondre de près de 30 %. Le plan d'économie de trois à quatre millions d'euros proposé par Nicolas Demorand à la demande des actionnaires du journal, comprenant la révision des accords sociaux des journalistes, est accueilli à 89,9 % par une motion de défiance le 27 novembre 2013,.
Le 6 février 2014, les salariés lancent une grève de 24 heures et demandent pour la troisième fois le départ de Nicolas Demorand, et du coprésident du directoire Philippe Nicolas. Ils s'opposent le lendemain à la publication d'un texte en soutien au projet des actionnaires de diversifier l'entreprise en s'appuyant sur sa marque et y répondent le 8 février par une une déclarant : « Nous sommes un journal. Pas un restaurant, pas un réseau social, pas un espace culturel, pas un plateau télé, pas un bar, pas un incubateur de start-up. »
Le 13 février 2014, Nicolas Demorand annonce sa démission dans une interview au journal Le Monde.
Durant son mandat à Libération, il poursuit ses participations dans divers médias : chroniqueur sur RTL dans l'émission On refait le monde et la matinale à la rentrée 2011, puis dans l'émission Le Supplément sur Canal+ à la rentrée 2012.

### Depuis 2014: France Inter et France 3
Il est de retour sur France Inter à la rentrée 2014, alors même que la direction de la radio publique vient de changer, et que Frédéric Schlesinger, son ancien directeur à France Inter, est désormais directeur délégué aux antennes et aux programmes de Radio France.
Tous les soirs de 18 h 15 à 19 heures il anime Un jour dans le monde, un magazine d'actualité internationale rappelant Et pourtant elle tourne, émission que présentait à la même heure entre 2006 et 2010 Jean-Marc Four, désormais directeur de la rédaction de la station.
Durant l'été 2015, il présente Homo Numéricus le dimanche entre 13 h 20 et 14 heures, émission consacrée au monde numérique.
À la rentrée 2015, à la suite des bonnes audiences de son émission et au départ d'Hélène Jouan pour la revue de presse, il présente toute la tranche 18 heures-20 heures du lundi au jeudi avec Mickaël Thébault en reprenant également la présentation du mythique Le téléphone sonne.
À la rentrée 2016, il présente l'émission politique Agora à la place de Stéphane Paoli, tous les dimanches de 12 heures à 14 heures. D'autre part, à la rentrée 2016, il présente aussi un magazine culturel, Drôle d'endroit pour une rencontre sur France 3, le vendredi.
À la rentrée de septembre 2017, il reprend Le 7/9 devenu Le 7/9.30 en 2022 puis Le 7/10 en 2023 avec Léa Salamé, à la suite du départ de Patrick Cohen.
Les Inrockuptibles lui consacrent à cette occasion leur une, sous le titre « Morning Star » en faisant le « portrait d'un intello geek, stakhanoviste du micro et grand bâtisseur d'audience ».
Le 28 août 2018, le ministre de l'Écologie Nicolas Hulot annonce sa démission du gouvernement en direct sur le plateau de la matinale qu'il présente. Lui et sa co-présentatrice, Léa Salamé, sont critiqués pour avoir diffusé une vidéo d'auto-congratulations sur le site web de France Inter quelques minutes après l'annonce de la démission.

## Membre de jury
Nicolas Demorand est membre permanent du jury du prix des prix littéraires depuis 2011.

## Doublage
- 2012 : Silex and the City : un chasseur de têtes
- 2014 : Tante Hilda ! : un journaliste

## Critiques
Le film documentaire français Les Nouveaux Chiens de garde sorti en 2012, le cite parmi la « poignée de journalistes interchangeables, qui sont chez eux partout ».

## Distinction
Le 18 novembre 2009, Nicolas Demorand reçoit le prix Philippe-Caloni du meilleur intervieweur.

## Vie privée
Il a vécu avec Louise Tourret, journaliste de France Culture, avec qui il a eu deux enfants nés en 2007 et 2009.
En mars 2025, Demorand révèle être bipolaire et avoir été diagnostiqué huit ans auparavant, ce qu'il évoque dans un livre Intérieur nuit, , qui récolte un très bon accueil critique et un succès en librairie,,,,,,.

## Ouvrages
- Premières leçons sur le roman d'apprentissage, Presses universitaires de France, 1er novembre 1998, 128 p. (ISBN 978-2130472353).
- Intérieur nuit, Les Arènes, 27 mars 2025, 104 p. (ISBN 979-1037514233).